# Episodi di Poldark (serie televisiva 1975) (seconda stagione)
Questa voce contiene trame, dettagli e crediti dei registi e degli sceneggiatori della prima stagione della serie televisiva Poldark.
Nel Regno Unito, la serie è stata trasmessa per la prima volta sulla BBC dall'11 settembre al 4 dicembre 1977. In Italia, gli episodi furono accorpati due a due (tranne l'episodio finale) e furono trasmessi per la prima volta su Raidue dal 7 dicembre 1980 al 18 gennaio 1981. Dato che le puntate furono trasmesse subito dopo la replica della prima stagione (dal 12 ottobre al 30 novembre 1980), la loro numerazione riprese dall'ultimo episodio di quella stagione. 
| nº   | Titolo originale | Titolo italiano         | Prima TV UK       | Prima TV Italia  |
| ---- | ---------------- | ----------------------- | ----------------- | ---------------- |
| 2.01 | Episode 1        | Nona puntata            | 11 settembre 1977 | 7 dicembre 1980  |
| 2.02 | Episode 2        | Nona puntata            | 18 settembre 1977 | 7 dicembre 1980  |
| 2.03 | Episode 3        | Decima puntata          | 25 settembre 1977 | 14 dicembre 1980 |
| 2.04 | Episode 4        | Decima puntata          | 2 ottobre 1977    | 14 dicembre 1980 |
| 2.05 | Episode 5        | Undicesima puntata      | 9 ottobre 1977    | 21 dicembre 1980 |
| 2.06 | Episode 6        | Undicesima puntata      | 16 ottobre 1977   | 21 dicembre 1980 |
| 2.07 | Episode 7        | Dodicesima puntata      | 23 ottobre 1977   | 28 dicembre 1980 |
| 2.08 | Episode 8        | Dodicesima puntata      | 30 ottobre 1977   | 28 dicembre 1980 |
| 2.09 | Episode 9        | Tredicesima puntata     | 6 novembre 1977   | 4 gennaio 1981   |
| 2.10 | Episode 10       | Tredicesima puntata     | 13 novembre 1977  | 4 gennaio 1981   |
| 2.11 | Episode 11       | Quattordicesima puntata | 20 novembre 1977  | 11 gennaio 1981  |
| 2.12 | Episode 12       | Quattordicesima puntata | 27 novembre 1977  | 11 gennaio 1981  |
| 2.13 | Episode 13       | Quindicesima puntata    | 4 dicembre 1977   | 18 gennaio 1981  |